# 445
Cette page concerne l'année 445  du calendrier julien. Pour l'année 445 av. J.-C., voir 445 av. J.-C. Pour le nombre 445, voir 445 (nombre). Pour le bateau, voir 445 (dériveur).
L'année 445 est une année commune qui commence un lundi.

## Événements
- Attila assassine Bleda (fin 444 ou début 445) et arrive au pouvoir. À la suite des négociations de Carpilio, fils d’Aetius, avec Attila (445-446), Aetius cède la Pannonie-Savie à Attila qui devient magister militum de l’Empire d’Occident (445-446). Le centre de la défense occidentale se retire jusqu’aux Alpes, à Poetovio (Ptuj, sur la Save)[1].
- 19 juin : loi de Valentinien III contre le Manichéisme[2].

- Début du règne en Inde de Narendrasena, roi de Vakataka (fin en 455)[3]. Il se sépare de l’empire Gupta et parvient à chasser les envahisseurs Nala, à tuer leur roi Arthapati et à s’emparer de leur territoire (Mekala). Il occupe le Mâlwa.
- Flavius Oreste, un jeune aristocrate de Savie, offre ses services à Attila qui l’installe à la cour avec sa femme, la fille du dux de Norique Romulus. Il devient le plus influent des quatre secrétaires romains d’Attila[4].
- Pétrone Maxime obtient le titre de patrice[5].

## Décès en 445
- Bleda, roi des Huns.
- Fan Ye, historien chinois.